# Up the Bracket (chanson)
Pour l'album, voir Up the Bracket.
Singles de The Libertines
What a Waster
(2002) Time for Heroes
(2003)
Pistes de Up the Bracket
Radio America Tell the King
Up the Bracket est le deuxième single des Libertines et leur premier de leur premier album Up the Bracket.
En mai 2007, le NME place Up The Bracket à la 47e place sur 50 à la liste des Meilleurs Hymnes Indie (Greatest Indie Anthems Ever).

## Pistes

### CD 1
1. Up the Bracket
2. Boys in the Band
3. Skag & Bone Man

### CD 2
1. Up the Bracket
2. The Delaney
3. Plan A

### 7″
1. Up the Bracket
2. Boys in the Band

## Ventes
| Chart (2002)                    | Meilleure position position |
| ------------------------------- | --------------------------- |
| Chart de singles du Royaume-Uni | 29                          |